# Verre à cognac

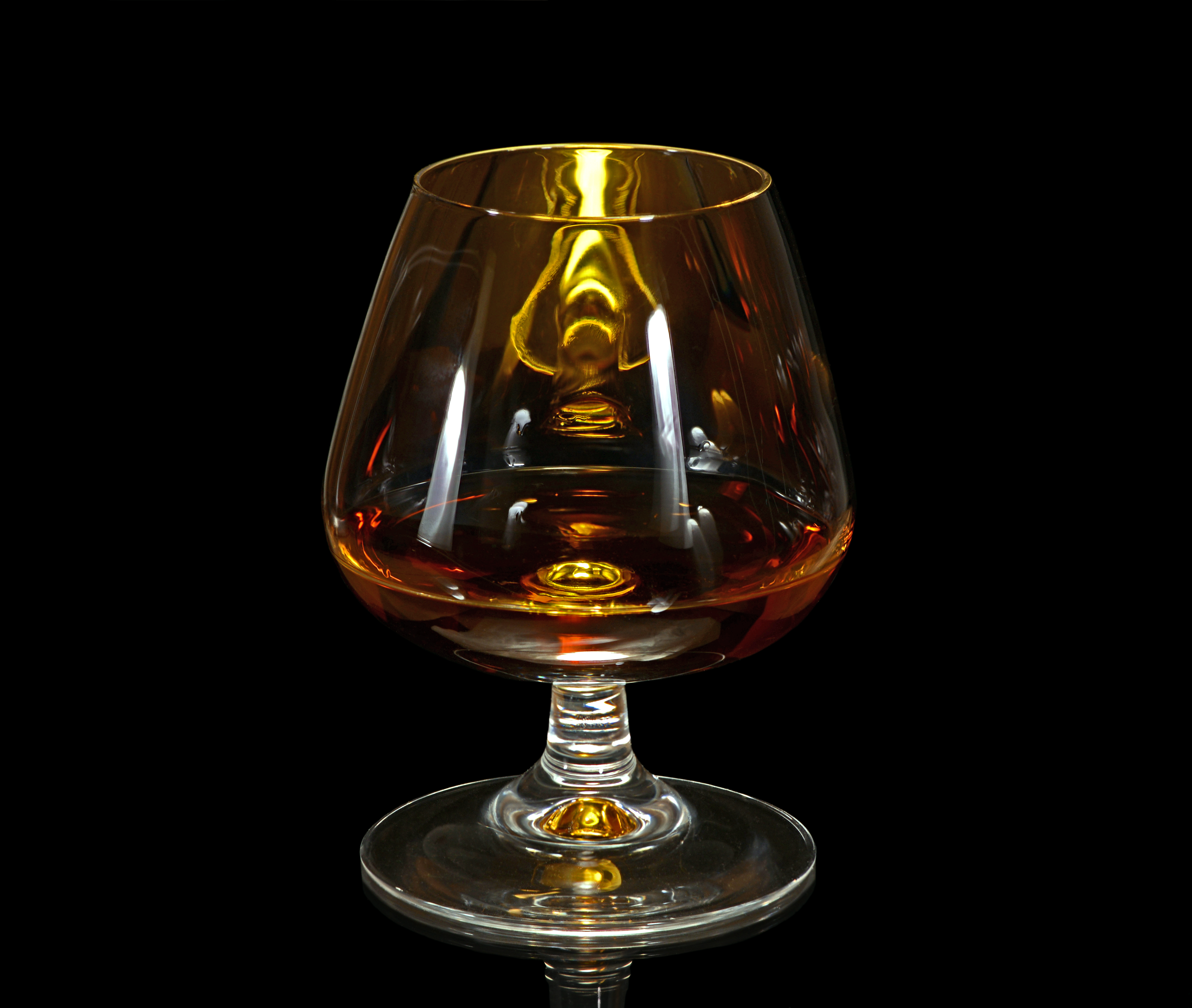
Verre à Cognac

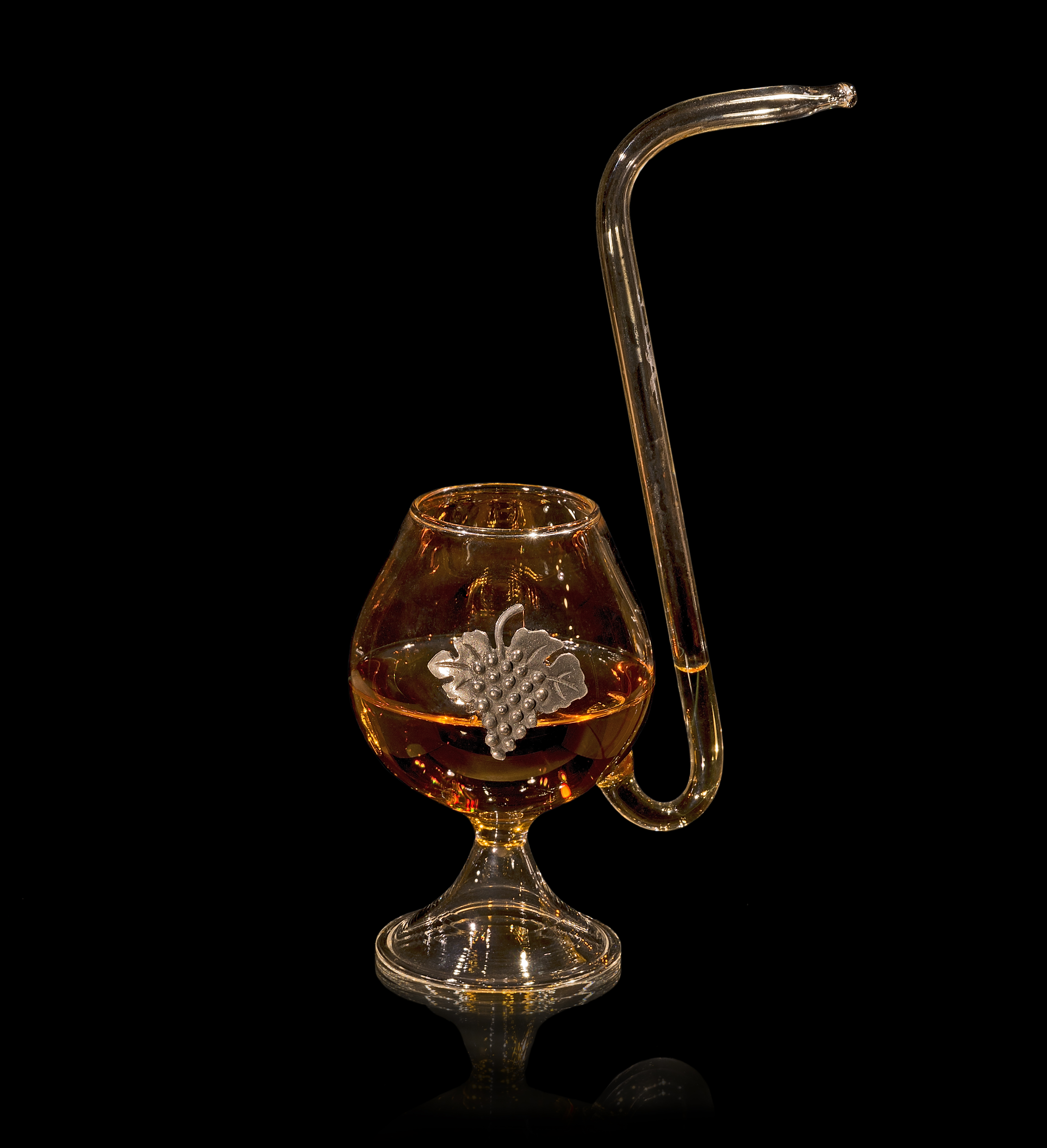
Pipe à Cognac

Le verre à cognac est un verre ballon sur un pied court, d’une contenance recommandée de 6 à 9 cl et tenu dans le creux de la main pour réchauffer l’alcool et mieux dégager son arôme.
Ce verre est également utilisé pour contenir le brandy et l’armagnac.

## Pipe à Cognac ou Armagnac
Une pipe à cognac est un verre  ballon muni d’un tube, appelée pipette qui sert à aspirer le liquide tout en tenant le bulbe du verre bien au chaud dans la creux de la main ou sur le rebord d’une cheminée.